# Cabinet littéraire de Verviers
Le Cabinet littéraire de Verviers est une association sans but lucratif basée à Verviers, dans la province de Liège, en Belgique. Elle a été fondée en 1775. Elle a pris aujourd'hui le nom de Société du Cabinet Littéraire.

## Histoire
En 1775, vingt-deux notables de la ville de Verviers décident de se réunir pour s’informer et commenter les événements, en rechercher les causes et les conséquences à une époque où les journaux étaient assez rares et très chers. Ils louent deux pièces dans un immeuble qui existe toujours chaussée de Heusy, 16 et s’abonnent à diverses publications, souscrivent à l’Encyclopédie (dont la rédaction venait de se terminer quatre ans auparavant), au Dictionnaire géographique, à l’Histoire naturelle de Buffon, se procurent une carte d’Amérique après la Déclaration d’Indépendance des États-Unis en 1776. Par la suite, ils recevront également la Gazette de Leyde et les Annales politiques, civiles et littéraires.
À l'époque, des sociétés similaires apparaissaient à Huy, Hasselt, Gand, Liège où, en 1779, naissait la Société littéraire puis peu de temps après, la Société d’émulation, toutes deux protégées par le prince-évêque de Liège, François Charles, comte de Velbrück et enfin à Bruxelles en 1800 la Société de littérature.
D’abord appelée simplement « Notre Société », cette association prit officiellement le nom de « Cabinet Littéraire » (c’est-à-dire cabinet de lecture) en 1803. Le nombre de ses membres augmentant, la société acheta une maison en 1791 rue du Collège et y réalisa divers aménagements : salle de billard, piperie, salle de bal, salle des soupers, cabinet des dames… En 1828, la bibliothèque comptait 369 volumes pouvant être consultés par les 128 membres. 
En 1826 et 1827, le jeune violoniste verviétois Henri Vieuxtemps  donne ses deux premiers concerts dans la salle de la Société littéraire, place des Récollets aujourd’hui place du Martyr.  
En 1853, la construction d’un nouveau bâtiment est achevée place du Martyr : il comprend 125 locaux et dégagements dont une superbe grande salle de bal décorée de 16 cariatides différentes, œuvres du sculpteur bruxellois Puyembroeck.  Ce local sera utilisé par la Société jusqu’à son expropriation forcée par la ville de Verviers pour cause « d’utilité publique » et sa démolition en 1973.  Le Cabinet Littéraire acheta alors la propriété Wasson, Place Albert Ier, 5  et y organisa des festivités à l’occasion du bicentenaire (en 1975). Elles furent rehaussées par la présence du prince Albert de Belgique. Un quart de siècle plus tard, l’immeuble fut vendu et la société s’installa dans son local actuel rue Rogier, 6.
En 1875, après cent ans d’existence, la Société du Cabinet Littéraire comptait 205 membres issus de familles qui ont marqué l’histoire de Verviers et contribué à son développement industriel de renommée mondiale. Biolley, Simonis, Peltzer, Hanlet, Houget, Modera, Davignon, Sauvage, Zurstrassen, David, Poswick, Ortmans, Chapuis, Renkin, Mullendorff, Grandjean, Bettonville, Laoureux, Grand’Ry,…Actuellement, certains descendants de ces familles sont toujours membres de la société.
Le Cabinet Littéraire a reçu d’illustres visiteurs : en 1829, le souverain, le roi Guillaume des Pays-Bas qui assista à une fête donnée en son honneur, plus tard, le roi Léopold II et la reine Marie-Henriette, le violoniste Henri Vieuxtemps qui y donna des concerts, …

## La société actuelle
Actuellement, la société (asbl depuis 1922) compte 140 membres (membres associés et membres adhérents) et est dirigée par un conseil d’administration de 7 membres associés nommés tous les trois ans par l’assemblée générale. Il s’agit d’une des plus anciennes sociétés de Belgique et la plus ancienne de Verviers.
La société organise des conférences, des concerts, des dîners, des présentations de livres, des visites d’expositions. Les membres peuvent y jouer au bridge, participer à des tournantes de livres, à des cours d’art floral, etc. Des activités sont organisées pour les jeunes : cours de danse, invitation à participer à la chorégraphie d’ouverture du Bal du Cercle gaulois,  groupe d’activités Mercator… De plus, tous les enfants des membres âgés de moins de 25 ans sont invités à toutes les manifestations organisées par le cercle. 
En 2011, la Société du Cabinet Littéraire réalise donc toujours son objet statutaire qui est de « perpétuer l’existence du Cabinet Littéraire fondé à Verviers en 1775 » et d’être un lieu de rencontre convivial pour tous ses membres quelle que soit leur opinion philosophique et politique.
La Société du Cabinet Littéraire entretient des relations étroites avec ses sociétés sœurs : la Société littéraire de Liège, la Société littéraire de Huy, la Société royale littéraire de Hasselt, le Cercle de l’Union de Maastricht, l’Aachener Casino Club d’Aix-la-Chapelle ainsi qu’avec la Société littéraire de Gand et le Cercle royal gaulois artistique et littéraire de Bruxelles avec lequel elle a signé une convention d’apparentement en 1956.